# Nacarina wagneri
Nacarina wagneri är en insektsart som först beskrevs av Navás 1924.  Nacarina wagneri ingår i släktet Nacarina och familjen guldögonsländor. Inga underarter finns listade i Catalogue of Life.